# Eupithecia rindgei
Eupithecia rindgei är en fjärilsart som beskrevs av Mcdunnough 1949. Eupithecia rindgei ingår i släktet Eupithecia och familjen mätare. Inga underarter finns listade i Catalogue of Life.